# Alfred Abel (Schauspieler)

Alfred Abel, um 1922, Fotografie von Alexander Binder

Alfred Peter Abel (* 12. März 1879 in Leipzig; † 12. Dezember 1937 in Berlin) war ein deutscher Schauspieler, der in etwa 100 Stummfilmen und 36 Tonfilmen mitwirkte.

## Leben und Wirken
Abel war der Sohn des jüdischen Handlungsreisenden Louis Abel und seiner Frau Anna Maria Selma. Er absolvierte nach einer Forstlehre und einer abgebrochenen Lehre als Gärtner eine kaufmännische Ausbildung und arbeitete unter anderem als Gelegenheitsschauspieler in Mittweida. Nach einem Studium des Kunstzeichnens an der Leipziger Kunstakademie folgte privater Schauspielunterricht. Seine erste Anstellung an einem Theater fand er in Luzern, gefolgt von weiteren Stationen an kleineren Bühnen, bis er 1904 auf Empfehlung von Rudolf Christians an das Deutsche Theater Berlin kam, wo er unter Max Reinhardt spielte. In dessen Film Eine venezianische Nacht (1913) gab er sein Filmdebüt.
Unter seinen zahlreichen Stummfilmrollen sind heute seine Rollen in den Werken von Friedrich Wilhelm Murnau und Fritz Lang am bekanntesten. Anders als manche seiner damaligen Filmschauspielkollegen zeichnete sich Abels Darstellung durch eine betont zurückhaltende Gestik aus, besonders in Metropolis (1927), wo er den hochmütigen Beherrscher der Stadt Joh Fredersen spielte, sticht das kontrastierend ins Auge. Abel drehte auch in Frankreich (Das Geld) sowie 1930 mit Alfred Hitchcock den Film Mary, die deutsche Version von Murder!.
Im Tonfilm galt Abel als Schauspieler für elegant-würdevolle Rollen und wurde mit wenigen Ausnahmen dementsprechend besetzt. Abel führte bei fünf Filmen selbst Regie und war bei den beiden Stummfilmen Der Streik der Diebe (1921) und Narkose (1929), einer Verfilmung der Novelle Brief einer Unbekannten von Stefan Zweig, Produzent.
Er war verheiratet mit Elisabeth Seidel und hatte eine Tochter, Ursula (1915–1951), die ebenfalls Schauspielerin wurde und früh an einem Herzleiden starb. Alfred Abel wurde mit seiner Tochter Februar 1935 aus der Reichsfachschaft Film ausgeschlossen, als man die jüdische Herkunft von Abels Vater entdeckte, der sich 1871 hatte taufen lassen. Er wurde aber ausdrücklich "aus künstlerischen Gründen" auf Weisung von Goebbels bereits wenige Monate später wieder zugelassen, seine Tochter spätestens Januar 1936.
Alfred Abel starb 1937 im Alter von 58 Jahren in einer Berliner Klinik. Die Beisetzung erfolgte auf dem Friedhof Heerstraße im heutigen Ortsteil Berlin-Westend. Das Grab ist nicht erhalten.
Er war Träger des Ordens für Kunst und Wissenschaft von Mecklenburg-Strelitz.

## Filmografie (Auswahl)
- 1913: Eine venezianische Nacht
- 1914: Die Geschichte der stillen Mühle
- 1915: Lache, Bajazzo!
- 1915: Das Laster
- 1915: § 51 StGB
- 1916: Das Spiel ist aus
- 1916: Peter Lump
- 1916: Ernst ist das Leben
- 1916: Das Geständnis der grünen Maske
- 1916: Wenn Menschen reif zur Liebe werden
- 1917: Der Seele Saiten schwingen nicht
- 1917: Ein Blatt im Sturm … doch das Schicksal hat es verweht
- 1918: Es werde Licht!, 4. Teil: Sündige Mütter
- 1918: Drohende Wolken am Firmament
- 1918: Colomba
- 1918: Lola Montez
- 1918: Tanzendes Gift
- 1918: Lukas, Kapitel 15
- 1919: Die Dame, der Teufel und die Probiermamsell
- 1919: Rausch
- 1919: Eine junge Dame aus guter Familie
- 1919: Kameraden
- 1919: Die Geächteten
- 1920: Die Frau ohne Seele
- 1920: Der schwarze Graf
- 1920: Die Frau im Himmel
- 1920: Der Ruf aus dem Jenseits
- 1920: Wenn der junge Kaktus blüht
- 1920: Mord… Die Tragödie des Hauses Garrick
- 1920: Fakir der Liebe
- 1920: Die Präriediva
- 1921: Der Streik der Diebe (auch Regie und Produktion)
- 1921: Irrende Seelen
- 1921: Die große und die kleine Welt
- 1921: Das Opfer der Ellen Larsen
- 1921: Mann über Bord
- 1921: Der Schrecken der roten Mühle
- 1921: Grausige Nächte
- 1921: Das Geheimnis von Bombay
- 1921: Sappho
- 1921: Die Geschichte des grauen Hauses, 1. Teil: Der Mord aus verschmähter Liebe
- 1921: Die im Schatten gehen
- 1921: Lotte Lore
- 1921: Die Intrigen der Madame de la Pommeraye
- 1922: Die Jagd nach der Frau
- 1922: Dr. Mabuse, der Spieler (2 Teile)
- 1922: Menschenopfer
- 1922: Zwischen Tag und Traum
- 1922: Der brennende Acker
- 1922: Phantom
- 1922: Bigamie
- 1922: Der falsche Dimitry
- 1922: Scheine des Todes
- 1922: Die Flamme
- 1923: Die Prinzessin Suwarin
- 1923: Arme Sünderin
- 1923: Buddenbrooks
- 1923: Das Spiel der Liebe
- 1923: Im Rausch der Leidenschaft
- 1923: Das Laster des Spiels
- 1923: Dudu, ein Menschenschicksal
- 1924: Die Finanzen des Großherzogs
- 1924: Die Frau in Versuchung
- 1924: Mensch gegen Mensch
- 1924: Die Frau im Feuer
- 1925: Die Feuertänzerin
- 1925: Der Herr Generaldirektor
- 1925: Der Bankkrach Unter den Linden
- 1926: Der Leibgardist (Der Gardeoffizier)
- 1926: Tragödie einer Ehe
- 1926: Menschen untereinander
- 1926: Die lachende Grille
- 1927: Eine Dubarry von heute
- 1927: Die Tragödie eines Verlorenen
- 1927: Metropolis
- 1927: Laster der Menschheit
- 1927: Ein Tag der Rosen im August … da hat die Garde fortgemußt
- 1927: Das tanzende Wien
- 1927: Das Geheimnis von Genf
- 1927: Jahrmarkt des Lebens
- 1928: Wer das Scheiden hat erfunden
- 1928: Eine Nacht in Yoshiwara
- 1928: Heut’ spielt der Strauss
- 1928: Rasputins Liebesabenteuer
- 1928: Ariane im Hoppegarten
- 1928: Das Geld (L’Argent)
- 1929: Autour de L’Argent (Dokumentarfilm)
- 1929: Cagliostro
- 1929: Narkose (auch Regie und Produktion)
- 1929: Giftgas
- 1929: Ehe in Not
- 1929: Mein Herz ist eine Jazzband
- 1929: Sei gegrüßt, Du mein schönes Sorrent
- 1930: Dolly macht Karriere
- 1930: 1914, die letzten Tage vor dem Weltbrand
- 1930: Das Schicksal der Renate Langen
- 1931: Mary
- 1931: Das Ekel
- 1931: Meine Frau, die Hochstaplerin
- 1931: Der Herzog von Reichstadt
- 1931: Der Kongreß tanzt
- 1931: Der Herr Bürovorsteher
- 1931: Die Koffer des Herrn O. F.
- 1932: Jonny stiehlt Europa
- 1932: Das schöne Abenteuer
- 1932: Das Mädel vom Montparnasse
- 1932: Spione im Savoy-Hotel
- 1932: Der weiße Dämon
- 1932: Kampf
- 1933: Salon Dora Green
- 1933: Manolescu, der Fürst der Diebe
- 1933: Brennendes Geheimnis
- 1933: Die kleine Schwindlerin
- 1933: Wege zur guten Ehe
- 1933: Glückliche Reise (Regie)
- 1934: Die Liebe siegt
- 1934: Eine Siebzehnjährige
- 1935: Alles um eine Frau (Regie)
- 1935: Viktoria (auch Dialogregie)
- 1935: Die weissen Teufel (Regie)
- 1936: Kater Lampe
- 1936: Ein seltsamer Gast
- 1936: Maria, die Magd
- 1936: Spiel an Bord
- 1936: Das Hofkonzert
- 1936: Skandal um die Fledermaus
- 1937: Und du mein Schatz fährst mit
- 1937: Millionenerbschaft
- 1937: Unter Ausschluß der Öffentlichkeit
- 1937: Sieben Ohrfeigen
- 1937: Ich möcht’ so gern mit Dir allein sein (Millionäre)
- 1937: Frau Sylvelin